# Halloville
Halloville – miejscowość i gmina we Francji, w regionie Grand Est, w departamencie Meurthe i Mozela.
Według danych na rok 1990 gminę zamieszkiwały 63 osoby, a gęstość zaludnienia wynosiła 16 osób/km² (wśród 2335 gmin Lotaryngii Halloville plasuje się na 982. miejscu pod względem liczby ludności, natomiast pod względem powierzchni na miejscu 1099.).